# Guy de Maupassant
Henri René Albert Guy de Maupassant (phiên âm: Ghi đơ Mô-pa-xăng; chữ ngữ âm IPA: ɡidəmopas̃ɑ; 1850–1893) là nhà văn viết truyện ngắn nổi tiếng người Pháp.

## Cuộc đời
Guy de Maupassant sinh ra tại vùng Normandie ở miền bắc nước Pháp vào ngày 5 tháng 8 năm 1850 trong một gia đình quan chức rất rất giàu có, có điều kiện, quyền lực, địa vị và tiếng nói trong các công ty lớn và nước Pháp thời bấy giờ.
Cha mẹ Maupassant ly thân năm ông lên mười một tuổi, và bà mẹ đã một mình nuôi dạy con. Từ ảnh hưởng ấy, bà đã trở thành nhân vật nữ trong rất nhiều câu chuyện của ông. Maupassant được gửi đến trường nội trú ở Yvetot vì bản tính bất trị, hay nổi loạn. Ông từng học ở trường Phổ thông cao đẳng tại Rouen và được bằng Cử nhân Văn chương. Sau khi tốt nghiệp, Maupassant gia nhập quân đội và tham gia chiến tranh Pháp–Phổ (1870–1871).
Năm 1871, ông đến Paris làm một viên chức nhỏ cho Bộ Hải quân. Từ năm 1878 trở đi ông làm một viên chức Bộ Giáo dục. Cuộc đời làm viên chức nhỏ kéo dài khá lâu, đã để lại nhiều dấu ấn trong tư tưởng và sự nghiệp của ông, góp phần quan trọng vào việc hình thành "hình tượng con người bé nhỏ" - một kiểu nhân vật văn học quan trọng sẽ ra đời vào cuối thế kỷ 19 và thịnh hành suốt nửa đầu thế kỷ 20.
Với những khó khăn dồn dập, Maupassant ngày càng trở nên bi quan đến nỗi bị chứng nhức đầu kinh niên không dứt, chỉ có thể làm dịu cơn đau bằng cách hít ether. Việc lạm dụng ether đã gây cho ông nhiều ảo giác và cuối cùng Maupassant bị sụp đổ tinh thần hoàn toàn. Rồi ông trở nên giàu có, và chi tiêu bừa bãi vào thú ăn chơi. Nhưng sau thời gian này, ông trở nên tuyệt vọng, vào năm 1892], ông định tự sát nhưng được cứu sống.
Sau đó Maupassant bị giam trong dưỡng trí viện tư nhân Doctor Blanche tại Passy, Paris.
Maupassant mất ngày 6 tháng 7 năm 1893 vì bệnh giang mai, hưởng thọ 42 tuổi.

## Sự nghiệp
Hoạt động văn chương của ông bắt đầu khoảng giữa thời gian từ 1871-1880, bắt đầu bằng những bài thơ. Ông chịu ảnh hưởng sâu sắc của người thầy, người cha đỡ đầu Gustave Flaubert, và ông bắt đầu quay sang khuynh hướng hiện thực và tiếp nhận những nguyên lý nghệ thuật của Flaubert.
Cũng trong thời gian này, Maupassant gia nhập nhóm "Chủ nghĩa Tự nhiên" mà đứng đầu là Emile Zola. Năm 1888, truyện vừa Viên mỡ bò ra đời, là thành công đầu tiên trên con đường sự nghiệp của ông xác định một tài năng về nghệ thuật kể chuyện.
Từ năm 1880-1891, ông đã sáng tác thêm khoảng 300 truyện ngắn, trong đó có rất nhiều truyện xuất sắc như: Người đã khuất, Món tư trang, Cái thùng con, Con quỷ, Đi ngựa, Người đàn bà làm nghề độn ghế... Và 6 tiểu thuyết: Une Vie (Một cuộc đời, 1883), Bel Ami (Ông bạn đẹp, 1885), Mon Oriol (Oriol của tôi, 1887), Pierre et Jean (1888), Fort comme la Mort (Mạnh như cái chết, 1889), Notre Coeur (Lòng ta, 1889).

## Tư tưởng và nghệ thuật
Là học trò giỏi của Flaubert nên Guy de Maupassant chịu ảnh hưởng sâu sắc của thầy mình về hai phương diện nghệ thuật và tư tưởng.
Chủ nghĩa bi quan và chủ nghĩa hoài nghi là những cảm quan chính chi phối nhiều sáng tác của ông và ông còn đi xa hơn thầy của mình về "sự tuyệt vọng triết học" (le désespoir philosophique). Tác phẩm của Maupassant là sự thể hiện của niềm thất vọng trước sự bé nhỏ và bất lực của con người trước xã hội và định mệnh, về sự tuyệt vọng đã dập tắt mọi khát vọng, về cái ác... Chính sự tuyệt vọng triết học này đã làm cho quan niệm nghệ thuật về con người của ông trở nên bi quan khi ông cho rằng mình đang phản ánh những con người "chưa bao giờ ít chất người hơn thế". Tuy có cái nhìn bi đát về hiện thực như vậy, nhưng ông cũng có những điểm tích cực và khác biệt hơn so với người thầy Flaubert của mình. Ông dành nhiều tình cảm cho cho những người thuộc tầng lớp dưới, những người bất hạnh chịu nhiều thiệt thòi nhất trong xã hội, chịu sự khinh rẻ của định kiến xã hội như: cô gái giang hồ, trẻ mồ côi, thiếu nữ sa ngã... mà ông phản ánh qua một số truyện: Viên mỡ bò, Bố của Simon (Le Papa de Simon), Rachel... Các tác phẩm của ông phản ánh sâu sắc nhiều phương diện của xã hội Pháp nửa cuối thế kỉ XIX.
Cũng từ các ảnh hưởng nghệ thuật của Flaubert, ông đã tiếp thu thái độ khách quan hiện thực, sự gọn nhẹ, trong sáng và sự tinh tế của bút pháp nghệ thuật miêu tả chi tiết sự việc. Sở trường đặc biệt về truyện ngắn của Guy de Maupassant đã nói lên khả năng nắm bắt và thể hiện thực tại trong từng khía cạnh cụ thể trong một thể loại (truyện ngắn) yêu cầu rất cao về nghệ thuật gói gọn thông tin vào trong những giới hạn cho phép. Nên ông được xem là bậc thầy về truyện ngắn thế giới.

## Tác phẩm
Tác phẩm đầu tiên được xuất bản của Maupassant là Viên mỡ bò (Boule de Suif), một trong những truyện ngắn in trong tập Les Soirées de Médan viết về cuộc chiến Pháp-Phổ. Có thể nói tiểu thuyết gia Gustave Flaubert đã ảnh hưởng rất lớn đến cuộc đời và văn nghiệp của Maupassant. Flaubert là một người bạn thâm niên của mẹ Maupassant, và còn là cha nuôi của ông Maupassant. Đối với riêng bản thân Maupassant, Flaubert là người bạn thân thiết, và còn là người thầy đã dẫn dắt ông trong suốt thời thơ ấu. Dưới ảnh hưởng của Flaubert, văn phong của Maupassant được thể hiện rất tự nhiên nhưng đầy bi quan về cuộc sống. Maupassant có thiên tư tiềm tàng về hồi tưởng. Chính khả năng này đã giúp ông viết câu chuyện thật dễ dàng và uyển chuyển bằng những hình ảnh chứa đựng sẵn trong đầu. Nhưng không bao lâu, ông thoát khỏi cái nhìn tự nhiên đơn giản và nhận thức rõ chân dung sự thật. Điều này đòi hỏi phải có óc quan sát tỉ mỉ và miêu tả thật chính xác. Maupassant từng làm việc cho các nhà báo ở Paris, như tờ Gil Blas và tờ Le Gaulois dưới các bút hiệu khác nhau như Joseph Prunier, Guy de Valmont và Maufrigneude.
Chỉ trong vòng một thập niên, ông đã viết gần 300 truyện ngắn, 200 bài đăng báo, 6 quyển tiểu thuyết và 3 bút ký du hành – chứng tỏ một sức sáng tác rất mạnh. Trong số tác phẩm nổi tiếng của ông có thể kể Une vie (Một cuộc đời), Bel-Ami (Ông bạn đẹp), Pierre et Jean (Pierre và Jean), Fort comme la Mort (Mạnh hơn cái chết) và Claire de Lune. Vở kịch đầu tiên của ông là À la feuille se rose: Maison Turque. Tác phẩm Une vie và Le Papa de Simon đã được đưa vào trong chương trình giảng dạy văn học phổ thông ở Việt Nam.

## Nhận định tổng quát
Tư tưởng phê bình của Maupassant thường nhắm vào luân lý đạo đức xã hội. Cái nhìn căn bản của ông là đề tài hiện thực, ảnh hưởng của Flaubert, và các khía cạnh về lối tự thuật. Bài thơ Au bord de l'eau của Maupassant bị đặt nhiều nghi vấn vì chứa đầy dục tính, thậm chí bài thơ còn bị đe dọa mang ra trước pháp luật. Sức khoẻ của Maupassant đã gây nhiều khó khăn cho ông. Từ thời trai trẻ, Maupassant đã mang chứng bệnh giang mai dẫn đến suy đồi thoái hoá, thậm chí còn ảnh hưởng liên tục đến thị lực của ông. Có thể nói, tình trạng sức khoẻ của Maupassant đã khiến ông khủng hoảng trầm trọng và ngã quỵ từ tâm hồn đến thể xác. Trong câu truyện Le Horla, ta sẽ thấy rõ bằng chứng của một tâm hồn bất bình thường nơi Maupassant.

## Chuyện bên lề
Ông từng rất ghét tòa tháp Eiffel hồi mới được xây dựng xong: ông quyết định thường tới ăn trưa tại nhà hàng ngay bên trong tháp vì cho rằng đây là nơi duy nhất ở Paris giúp ông không phải nhìn thấy nó. Ông cho rằng hình chóp cao và gầy của các thang sắt trông rất vô duyên và thô kệch, nó sẽ tạo nên một hình dạng nực cười như các ống khói của nhà máy.

## Tác phẩm

### Tiểu thuyết
- Một cuộc đời (Une vie, 1883)
- Ông bạn đẹp (Bel-Ami, 1885)
- Oriol của tôi (Mont-Oriol) (1887)
- Pierre và Jean (Pierre et Jean) (1888)
- Mạnh hơn cái chết  (Fort comme la Mort) (1889)
- Lòng ta (Notre Coeur) (1890)

### Truyện ngắn
- Viên mỡ bò (Boule de Suif, 1880)
- La Maison Tellier (1881)
- Une partie de campagne (1881)
- Mademoiselle Fifi, (1882)
- Contes de la Bécasse (1883)
- Au soleil (1884)
- Clair de Lune (1883)
- Les sœurs Rondoli (1884)
- Yvette (1884)
- Cô Harriet (Miss Harriet, 1884)
- Adieu (1884)
- Monsieur Parent (1885)
- Contes du jour et de la nuit (1885)
- La Petite Roque (1886)
- Toine (1886)
- Le Horla (1887)
- Sur l'eau (1888)
- Le Rosier de madame Husson (1888)
- L'héritage (1888)
- La Main gauche (1889)
- Histoire d'une fille de ferme (1889)
- La vie errante (1890)
- L'Inutile beauté
- Le père Millon (1899, sau khi chết)
- Le colporteur (1900)
- Les dimanches d'un bourgeois de Paris (1900)
- Bố của Simon (Le Papa de Simon)
- La Ficelle (1883)
- La Légende du Mont St Michel (1882)

### Kịch
- Histoire du vieux temps (1879)
- Musotte (1890)
- La paix du ménage (1893)
- Une répétition (1910)

### Phê bình
- Émile Zola (1883)
- Étude sur Flaubert (1884)